# Notophthiracarus remotus
Notophthiracarus remotus är en kvalsterart som först beskrevs av Wojciech Niedbała 1989.  Notophthiracarus remotus ingår i släktet Notophthiracarus och familjen Phthiracaridae. Inga underarter finns listade i Catalogue of Life.